# Pianello (Korsika)
Pianello (korsisch U Pianellu) ist eine französische Gemeinde auf der Insel Korsika. Sie gehört zur gleichnamigen Region, zum Département Haute-Corse, zum Arrondissement Corte und zum Kanton Ghisonaccia. Die Bewohner nennen sich Pianellais oder Pianellacci. 

## Geografie
Der Dorfkern liegt auf 811 Metern über dem Meeresspiegel. Nachbargemeinden sind Piobetta, Pietricaggio und Perelli im Norden, Matra im Osten, Zalana und Zuani im Süden, Sant’Andréa-di-Bozio im Südwesten und Mazzola im Westen.

## Bevölkerungsentwicklung
| Jahr      | 1962 | 1968 | 1975 | 1982 | 1990 | 1999 | 2006 | 2012 |
| --------- | ---- | ---- | ---- | ---- | ---- | ---- | ---- | ---- |
| Einwohner | 123  | 97   | 86   | 72   | 83   | 76   | 81   | 59   |